# Georges Waelkens
Pour les articles homonymes, voir Waelkens.
Georges Waelkens, né le 18 juin 1908 dans la ville néerlandophone belge de Harelbeke, située en Région flamande dans la province de Flandre-Occidentale, et mort dans la même ville le 6 octobre 1998, est un coureur cycliste belge, professionnel de 1931 à 1937.

## Palmarès
- 1932
  - 2e au Circuit franco-belge (Tour de l'Eurométropole)
- 1933
  - 2e à Roubaix-Cassel-Roubaix
- 1935
  - 3e du Circuit minier et métallurgique du Nord
- 1939
  - 2e du Paris-Roubaix travailliste